# 山陰海岸國立公園

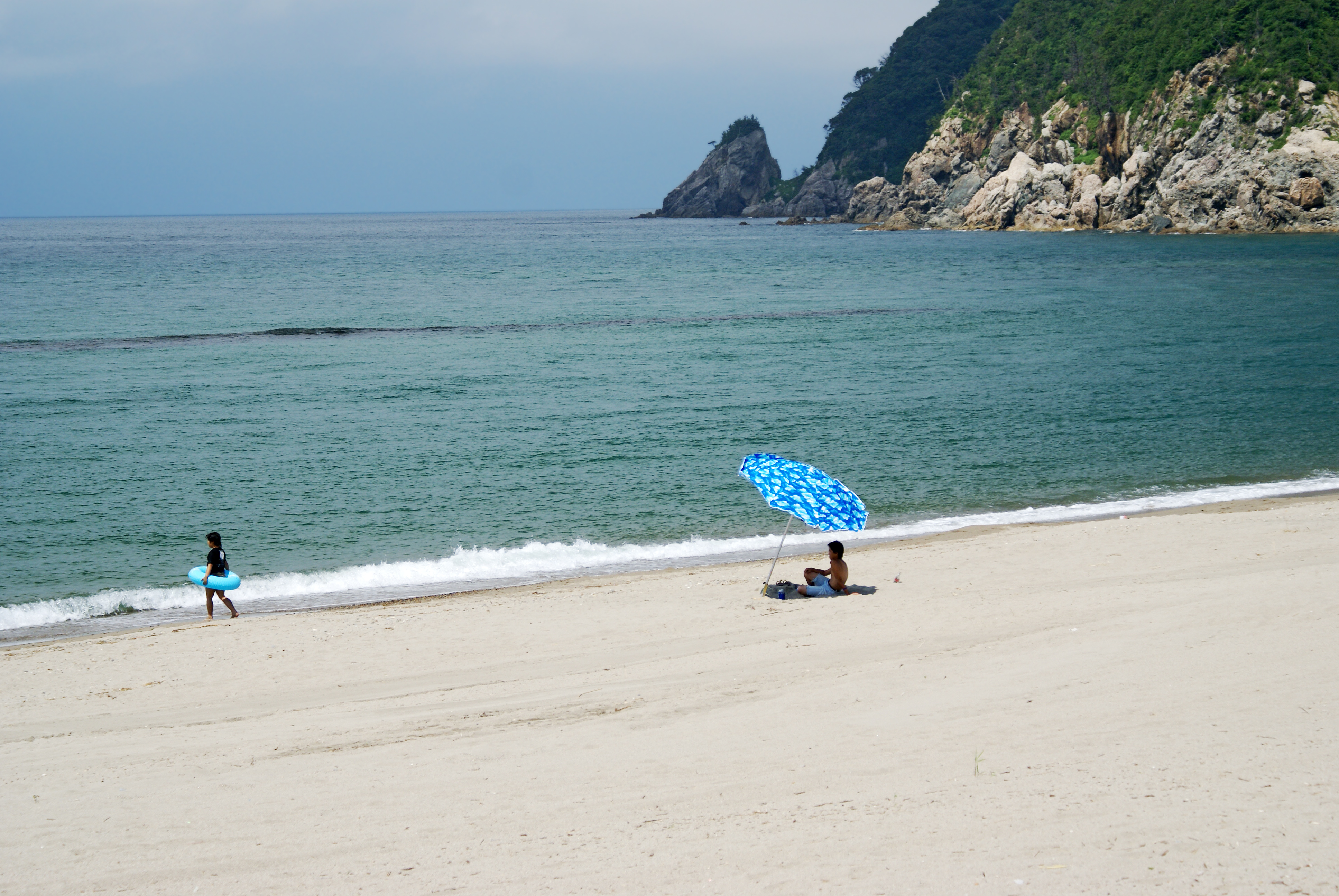
濱坂縣民陽光海岸 （濱坂海岸）

山陰海岸國立公園（日语：／）是一個位於日本山陰地區的國立公園。其範圍橫跨了京都府丹後的網野海岸、兵庫縣的但馬御火浦，直到鳥取縣東部的鳥取砂丘為止，共75公里瀕臨日本海的海岸線。公園核心區域也被列為世界地質公園「山陰海岸地質公園」。

## 年代
- 1955年6月20日 - 被指定為山陰海岸國定公園
- 1963年7月15日 - 升格為山陰海岸國立公園
- 1990年4月6日 - 公園區域重劃及公園計劃
- 1996年12月25日 - 公園區域及公園計劃變更

## 範圍內的市町村
- 京都府 - 京丹後市
- 兵庫縣 - 豐岡市、香美町、新温泉町
- 鳥取縣 - 鳥取市、岩美町

## 面積
- 總面積 - 8,784公頃 （海岸線約75km） 
  - 京都府 - 1,206公頃 （海岸線約12km）
  - 兵庫縣 - 6,061公頃 （海岸線約50km）
  - 鳥取縣 - 1,517公頃 （海岸線約13km）

## 景點
鳥取縣
- 鳥取砂丘（日本最大的砂丘、國家指定天然紀念物）
- 浦富海岸（國家指定名勝、日本白砂青松100選、日本海岸百選（日语：日本の渚百選）） - 千貫松島、菜種島、菜種五島、千貫松島、龍神洞、観音浦、西蓬莱島、太郎兵衛島、鴨磯海岸、黑島、白粉斷崖、水尻洞門、駱駝島、岩燕洞門

兵庫縣
- 但馬海岸（日语：但馬海岸）
  - 居組海岸 - 汐吹崎、居組縣民陽光海灘、日本洞門（日语：日本洞門）、龜山洞門、居組白島
  - 諸寄海岸 - 諸寄東之洞門、諸寄西之洞門（日语：諸寄東西洞門）、高180公尺的千賊斷崖（日语：千賊断崖）、諸寄海水浴場等
  - 濱坂海岸 - 大振島、東之洞門、矢城鼻、濱坂縣民陽光海灘（日语：浜坂県民サンビーチ）
  - 但馬御火浦（日语：但馬御火浦）（海蝕崖、海蝕洞、岩礁等，國家指定名勝、天然紀念物） - 鬼門崎、龍宮洞門、通天洞門、三尾之松島・三尾大島（玄武岩柱狀節理）、十字洞門、下荒洞門（日语：下荒洞門）、鋸岬、旭洞門（日语：旭洞門）、釣鐘洞門（日语：釣鐘洞門）（世界最大的海蝕洞）、伊笹崎（日语：伊笹崎）
  - 香住海岸（日语：香住海岸）（海蝕崖、海蝕洞、岩礁等，為國家指定名勝）  - 鎧之袖（日语：鎧の袖）（為國家指定天然紀念物）、兄弟赤島、但馬松島、香住濱、白石島、黒島
    - 佐津海岸 - 今子浦（日语：今子浦）、臼浦島、安木濱

  - 竹野海岸（日语：竹野海岸） - 濱須井、宇日流紋岩流理（日语：宇日流紋岩の流理）、淀之洞門（日语：淀の洞門）、切濱、夾石岩（日语：はさかり岩）、辯天濱、貓崎（日语：猫崎）、竹野濱（日语：竹野浜）（日本海岸百選）、冠島
  - 日和山海岸（日语：日和山海岸） - 後島
  - 津居山海岸 - 氣比之濱（日语：気比の浜）
- 玄武洞公園（日语：玄武洞）（國指定天然紀念物） - 玄武洞、青龍洞、白虎洞、南朱雀洞、北朱雀洞

京都府
- 濱詰海岸（別名「夕日浦」、日本夕陽百選（日语：日本の夕陽百選））
- 丹後砂丘

## 公園內及周邊溫泉
- 城崎溫泉
- 湯村溫泉（日语：湯村温泉 (兵庫県)）
- 濱坂溫泉鄉（日语：浜坂温泉郷）（七釜溫泉（日语：七釜温泉）、二日市溫泉、濱坂温泉（日语：浜坂温泉））
- 香住溫泉（日语：香住温泉）
- 竹野溫泉（日语：竹野温泉）
- 岩井溫泉（日语：岩井温泉）
- 夕日浦溫泉鄉（夕日浦溫泉（日语：夕日ヶ浦温泉）、濱詰溫泉）

## 集團設施地區、遊客中心
| 地區名   | 面積    | 所在地             | 使用人數（人） |
| -------- | ------- | ------------------ | -------------- |
| 竹野     | 34.9ha  | 兵庫縣豐岡市       | 488,000        |
| 今子浦   | 45.9ha  | 兵庫縣美方郡香美町 | 13,000         |
| 鳥取砂丘 | 114.6ha | 鳥取縣鳥取市       | 1,872,000      |
| 浦富     | 75.3ha  | 鳥取縣岩美郡岩美町 | 442,000        |

| 中心名                                 | 設置者 | 所在地                         | 使用人數（人） |
| -------------------------------------- | ------ | ------------------------------ | -------------- |
| 竹野浮潛中心、遊客中心                 | 環境省 | 兵庫縣豐岡市竹野町切濱1218     | 16,328         |
| 鳥取縣立山陰海岸地質公園海與大地自然館 | 鳥取縣 | 鳥取縣岩美郡岩美町牧谷         | 25,023         |
| 鳥取砂丘遊客中心                       | 環境省 | 鳥取縣鳥取市福部町湯山2164-971 | 45,017         |

## 圖片

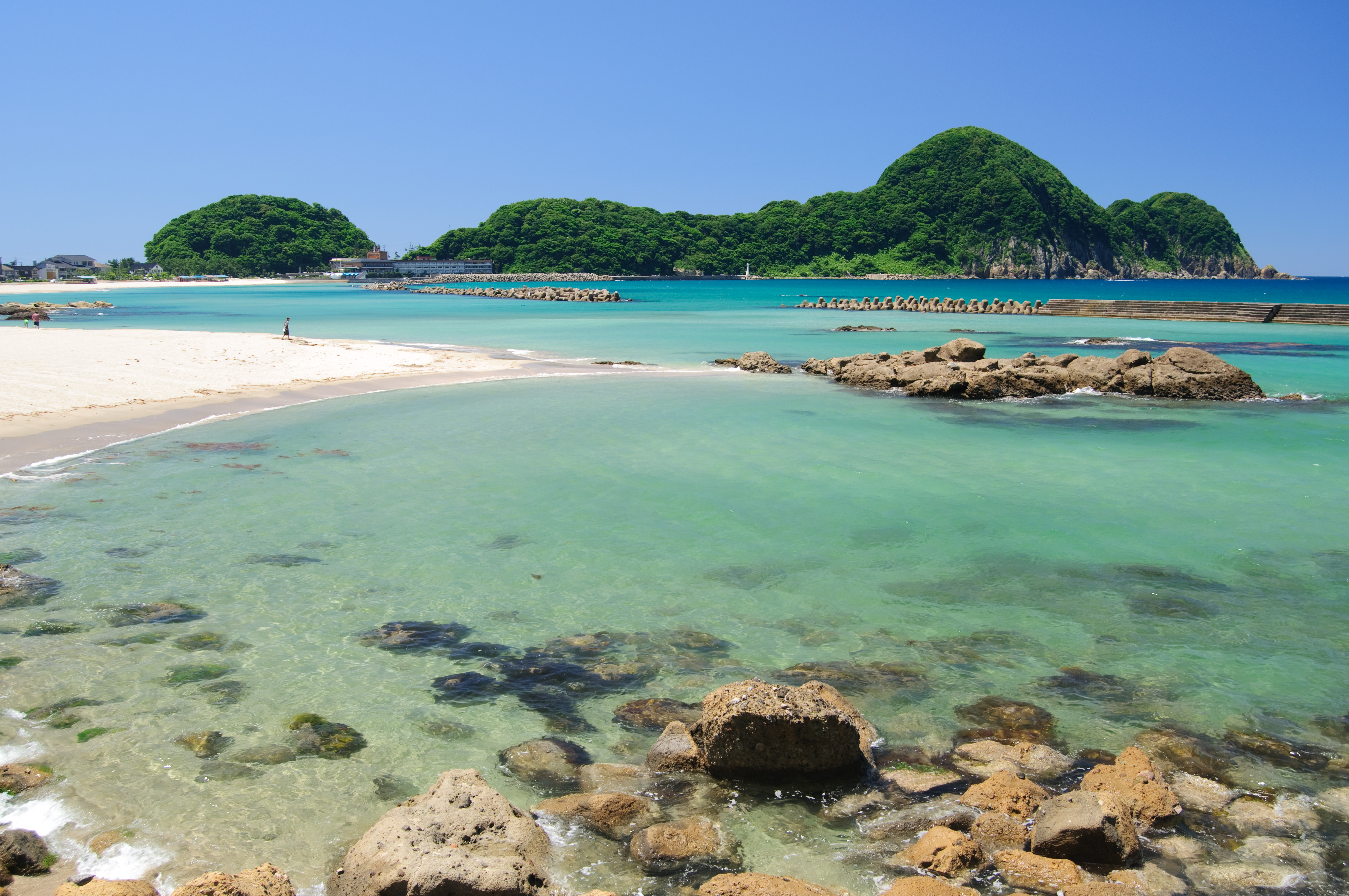
竹野海岸、貓崎（日语：猫崎）與竹野濱（日语：竹野浜）
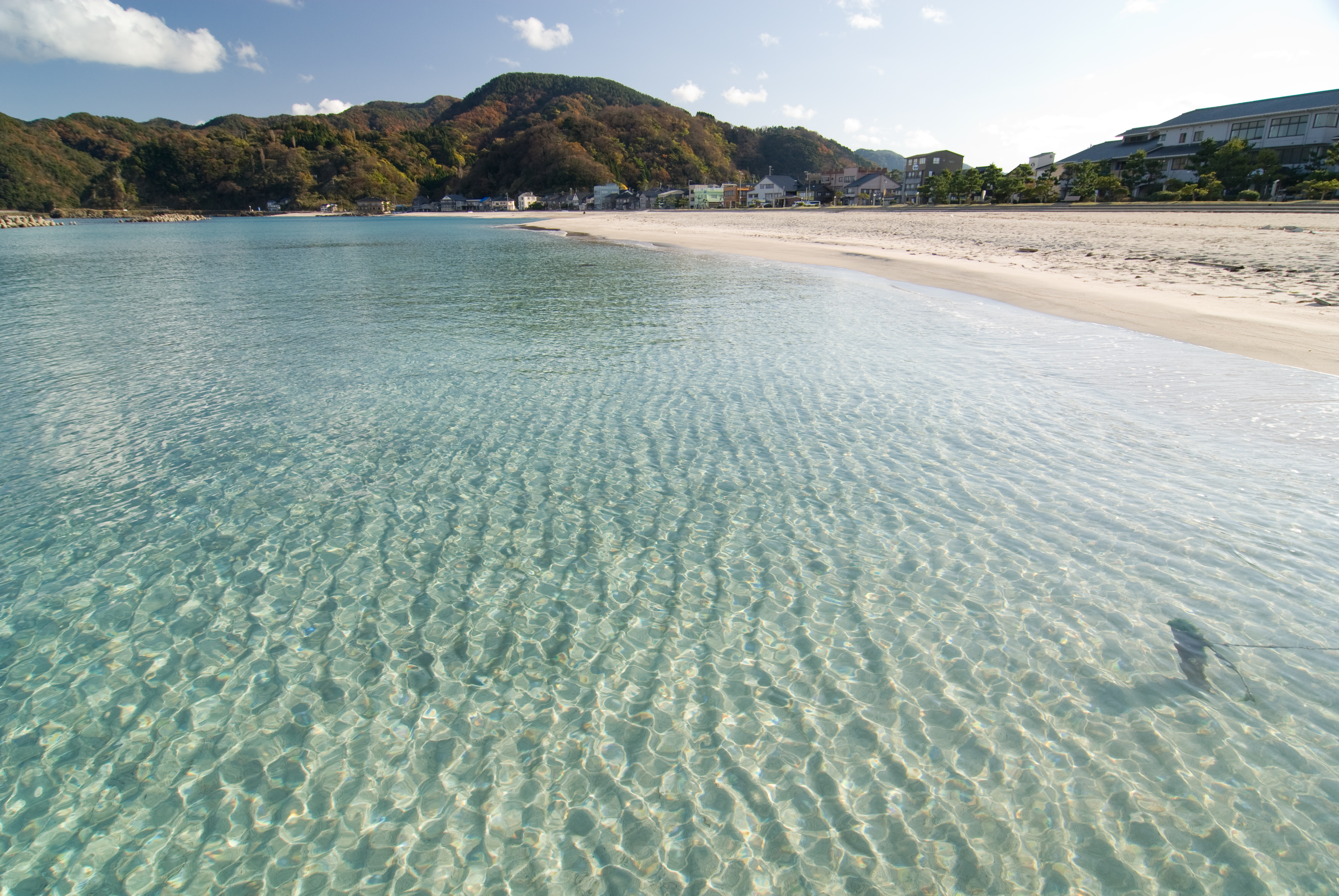
竹野海岸 竹野濱
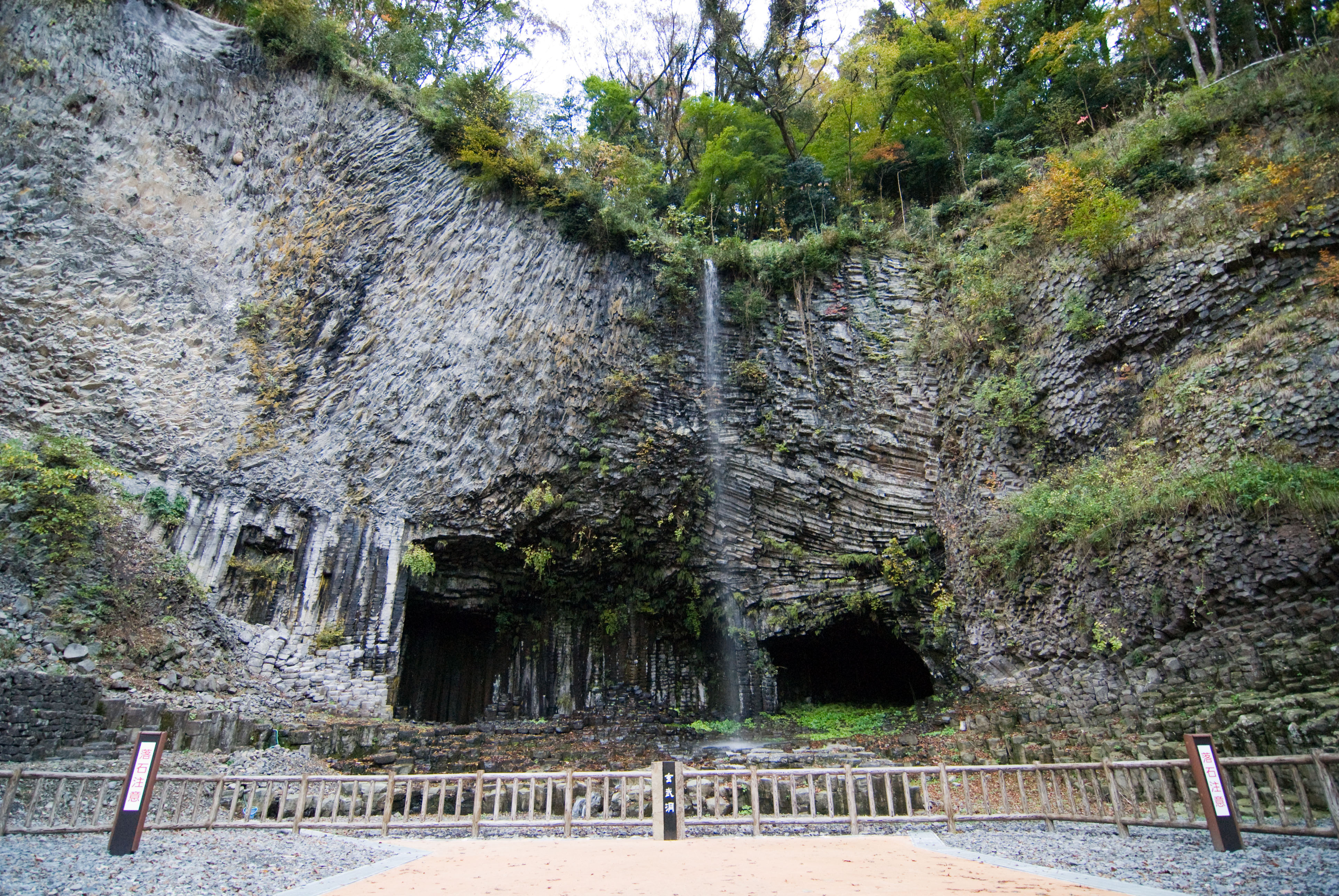
玄武洞
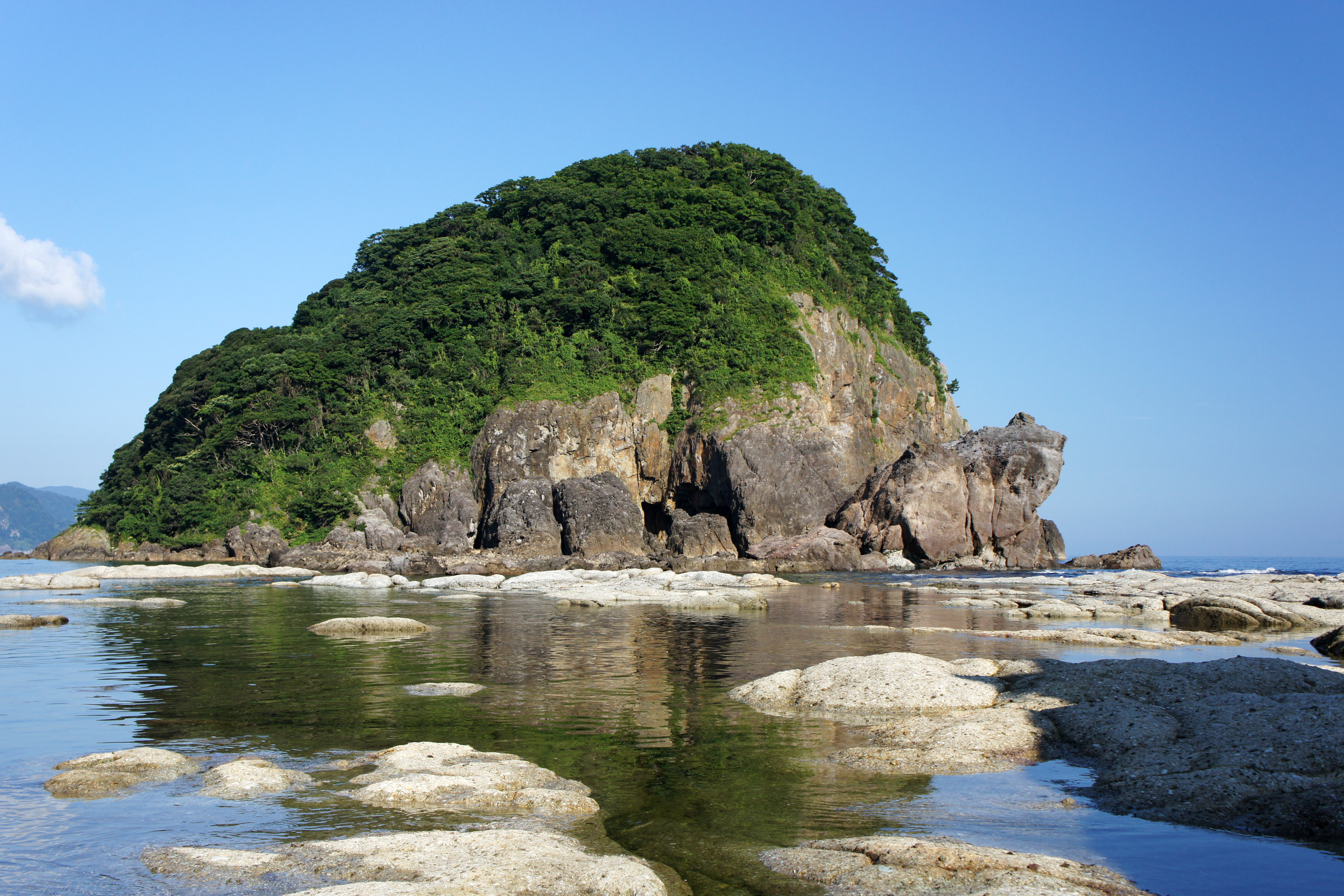
香住海岸 今子浦（日语：今子浦）黑島與蛙島
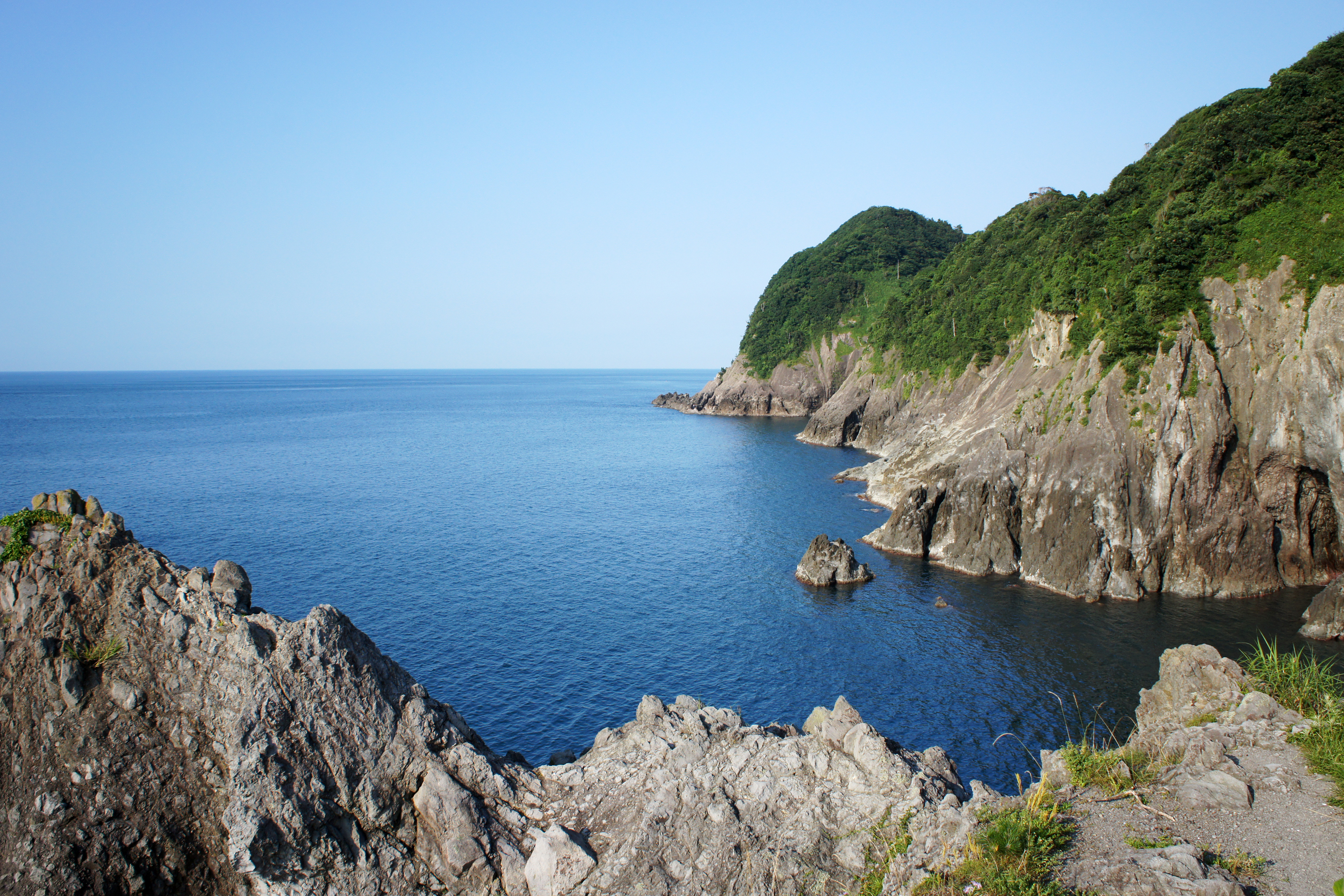
香住海岸（日语：香住海岸） 大引鼻（日语：大引きの鼻）
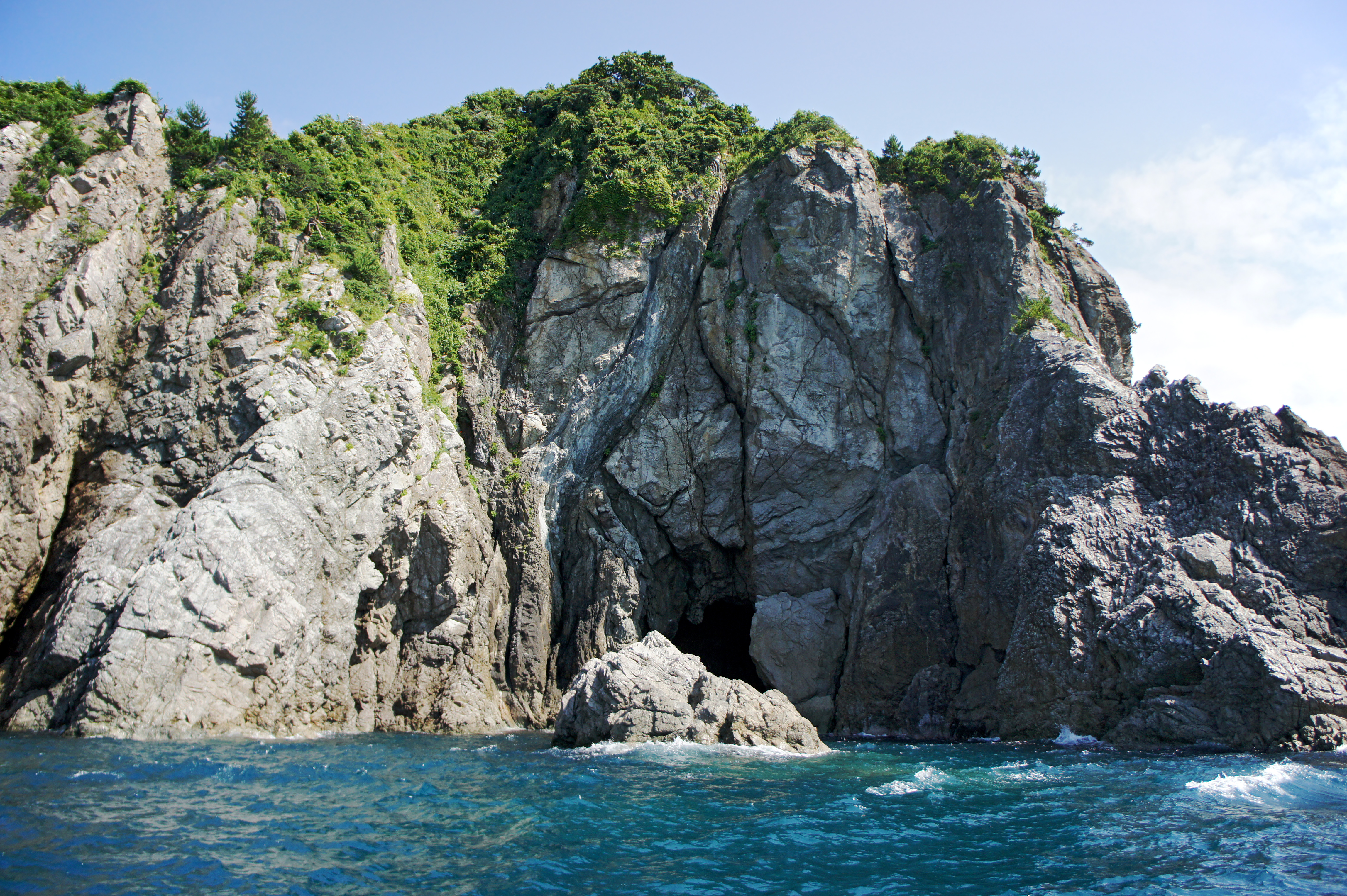
但馬御火浦（日语：但馬御火浦） 龍宮洞門
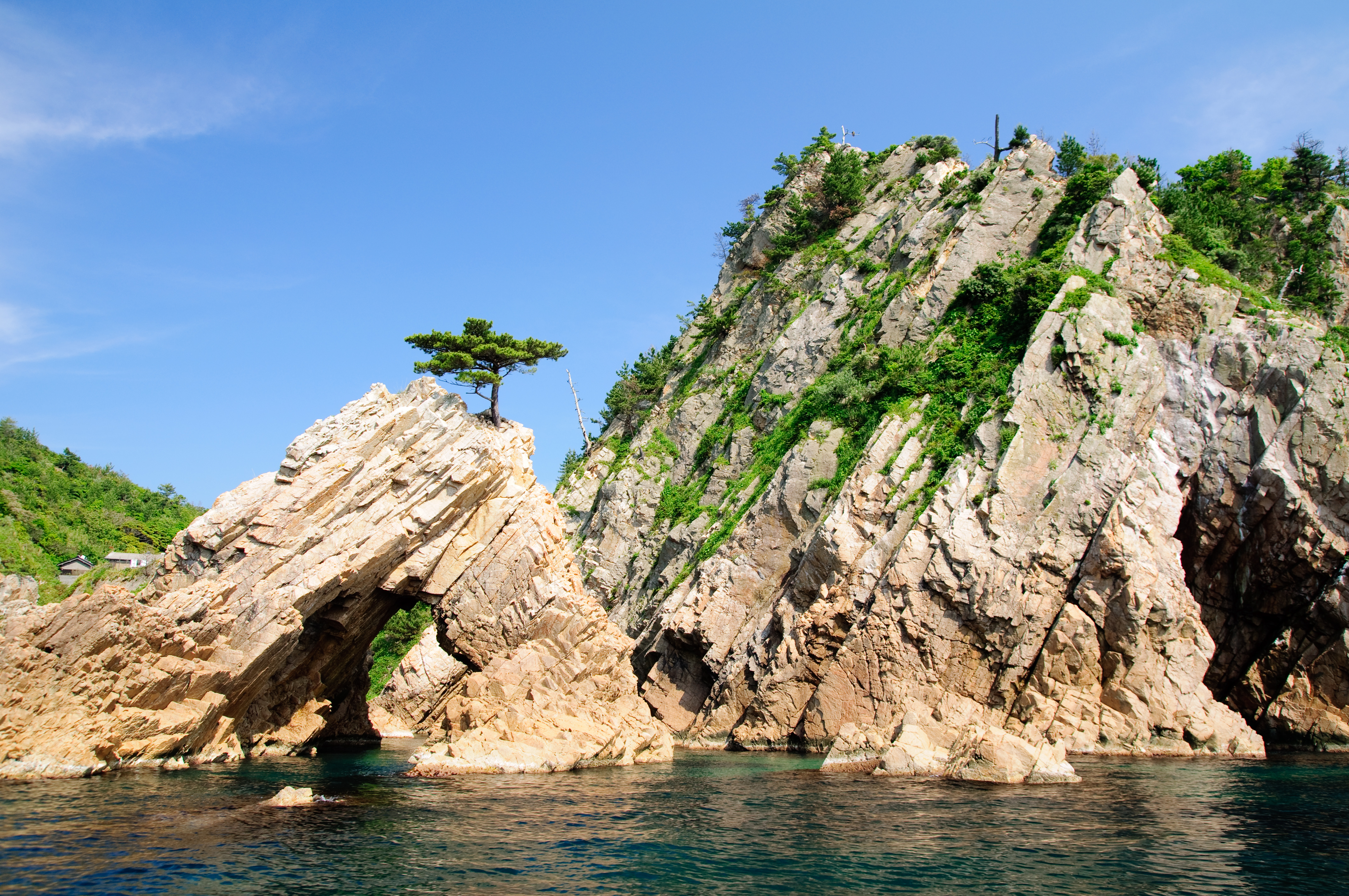
浦富海岸 千貫松島
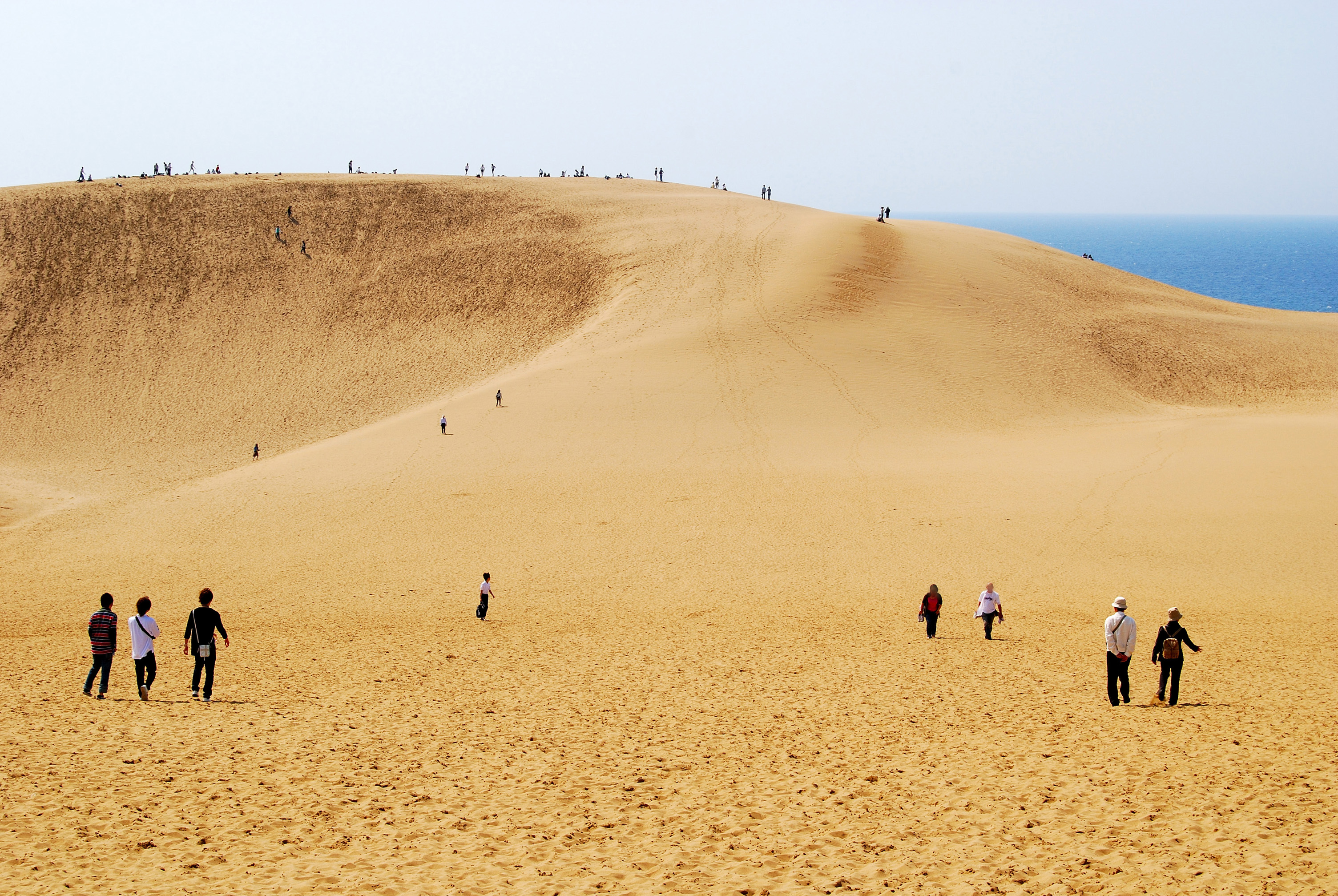
鳥取砂丘

## 關連項目
- 山陰道
- 山陰地方